# Brachymyrmex delabiei
Brachymyrmex delabiei é uma espécie de formiga endêmica do Brasil. Pertence ao gênero Brachymyrmex, categorizada na tribo Myrmelachistini, da subfamilia Formicinae.

## Distribuição
A espécie é nativa da região neotropical e endêmica do Brasil. O holótipo foi coletado em Tapiraí (SP). Foi registrada na Bahia (Boa Nova e Camacan), em Santa Catarina (Palhoça) e também em São Bernardo do Campo (SP).

## Taxonomia
Foi descrita por Ortiz & Fernández em 2014. O epíteto específico homenageia o entomologista Jacques Delabie [wikidata], uma reconhecida e respeitada autoridade científica no estudo das formigas.